# Georgij Mihajlovič Šijanov
Georgij Mihajlovič Šijanov (rusko Георгий Михайлович Шиянов), sovjetski častnik, vojaški pilot, preizkusni pilot in heroj Sovjetske zveze, * 7. december 1910, † 13. december 1995.
Po drugi svetovni vojni je bil preizkusni pilot na reaktivnih letalih pri Centralnem aerohidrodinamičnem inštitutu ZSSR.